# Asamblea Nacional de Rectores del Perú
La Asamblea Nacional de Rectores (en siglas, ANR) fue un organismo público de Perú constituido por todos los rectores (máxima autoridad) de las universidades públicas y privadas del país, con la finalidad de estudiar, coordinar y orientar la actividad universitaria del país, cuyo objetivo era el fortalecimiento económico y académico de las universidades y el cumplimiento de su responsabilidad para con la comunidad nacional.      
Sus objetivos fueron el mejoramiento de las investigaciones en los distintos campos y el desarrollo económico de todas las universidades, objetivo que no consiguió a lo largo de su historia, esencialmente la desidia de las autoridades de cada universidad, en lo cual primaba el dinero y corrupción en las asambleas universitarias, tuvo participación del gobierno con la creación del CONEAU y el SINEACE que fueron órganos adscritos al Ministerio de Educación.      
La nueva Ley Universitaria N° 30220  (Artículo 12) crea la Superintendencia Nacional de Educación Superior Universitaria (SUNEDU), que fue reformada en 2022.     

## Historia
La Asamblea Nacional de Rectores, estaba constituida por los Rectores de las Universidades Públicas y Privadas, prevista en el artículo 90 de la Ley Universitaria N° 23733 ya derogada, tiene su antecedente en la Ley n.º 13417 promulgada el 8 de abril de 1960.
La Ley antes mencionada prevé el Consejo Interuniversitario (CIU) en su artículo 76, como un organismo constituido por los Rectores de las Universidades, encargada de tratar los problemas que atañen en común a las Universidades y la faculta a formular las recomendaciones correspondientes.
Esta norma tuvo vigencia hasta el 18 de febrero de 1969, fecha en que se expide el Decreto Ley n.º 17437.
El mencionado Decreto Ley que promulga la "Ley Orgánica de la Universidad Peruana" define en su art. 1° que la Universidad Peruana es el conjunto de todas las Universidades del País, integradas en un Sistema Unitario; y en su art. 11° crea el Consejo Nacional de la Universidad Peruana (CONUP) como "Organismo Máximo" representativo y de dirección del Sistema Universitario.
La Asamblea Nacional de Rectores fue un organismo creado con fines de estudio, coordinación y orientación general de las actividades universitarias en el país, así como de su fortalecimiento económico y de su responsabilidad con la comunidad nacional (Art. 90°).
Sus atribuciones estaban contenidas en el art. 92° de la Ley en referencia. Tuvo una labor de coordinación y que puede conocer y resolver de oficio y en última instancia, en virtud de la Ley n.º 24387 ampliatoria de la Ley n.º 23733, los conflictos que se produzcan en las Universidades Públicas y Privadas del País relativos a la legitimidad o reconocimiento de sus autoridades de gobierno: Asamblea Universitaria, Consejo Universitario, Rector, Vicerrectores y Comisiones Organizadoras de Universidades de reciente creación que afecten el normal funcionamiento institucional.
Por la Ley n.º 26490, promulgada el 28 de junio de 1995 se incorpora a la Ley Universitaria una norma transitoria que faculta a la ANR a intervenir de oficio a una universidad privada cuando se presenten graves irregularidades.
Hasta la fecha de su cese (30 de diciembre de 2014) promulgó las leyes números 23585, 25064, 26302, 26327 y 26363, modificatorias de Ley y asimismo el Decreto Ley n.º 26113, y los Decretos Legislativos Nros. 700, 739 y 726 que norman nuevas atribuciones y obligaciones.
Tras su disolución, fue reemplazada en 2015 por la Superintendencia Nacional de Educación Superior Universitaria (SUNEDU), que asumió todas sus funciones, y además aumentó la de verificación de Calidad y Licenciamiento. No obstante, los rectores formaron su Asociación de Universidades del Perú (ASUP) para la regulación privada de las 75 universidades afiliadas.

## Funciones
Sus principales funciones fueron muchas, pero destacan:
- Informar sobre la Creación, fusión o supresión de universidades.
- Evaluar a las nuevas Universidades.
- Coadyuvar a la coordinación del proceso de programación y formulación presupuestal del sector de universidades públicas y presentar al Ejecutivo sus proyectos de presupuesto anual y los pedidos de ayuda de las privadas.
- Publicar un informe anual sobre la realidad universitaria y criterios generales de política universitaria.
- Coordinar la creación de carreras, títulos universitarios y de segunda especialidad.
- Concordar los requisitos para el otorgamiento de grados y títulos universitarios, unificar sus denominaciones y designar a las universidades que pueden convalidar los obtenidos en otros países.
- Llevar el Registro Nacional de Grados y Títulos.
- Resolver de oficio los conflictos sobre legitimidad o reconocimiento de las autoridades de gobierno universitario.
- Aprobar la constitución de filiales por las universidades.
- Emitir los carnés universitarios.
- Servir de Oficina de Programación de Inversiones del sector de universidades públicas.

## Autoridades
Actualmente la Asamblea Nacional de Rectores es un órgano extinto, es decir ya no existe, el último presidente fue el Rector de la Universidad Nacional de Trujillo, Dr. Orlando Velásquez Benites y la Secretaría Ejecutiva a cargo del Dr. Víctor Raúl Aguilar Callo, ex Rector de la Universidad Nacional San Antonio Abad de Cuzco.

### Lista de Presidentes de la ANR
- Manuel Zevallos Vera (1983-1985)
- Alberto Fujimori (1987 – 1989)
- Carlos Chirinos Villanueva (1989-1991)
- Javier Sota Nadal (1991-1993)
- Freddy Aponte Guerrero (1999-2001)
- Francisco Delgado de la Flor Badaracco (2001-2003)
- Elio Iván Rodríguez Chávez (2005-2011)
- Orlando Velásquez Benites (2011-2014)

## Legado

### Consejo Nacional para la Autorización de Funcionamiento de Universidades
Debe resaltarse también que la Ley n.º 25064 le concedía la atribución de llevar el Registro Nacional de Grados y Títulos expedidos por las Universidades del País. Y por último con fecha 6 de enero del año próximo pasado se promulgó la Ley n.º 26439 que crea el Consejo Nacional para la Autorización de Funcionamiento de Universidades (CONAFU) como un órgano autónomo de la ANR. Este consejo fue fusionado con la Sunedu.

### Sistema Nacional de Evaluación, Acreditación y Certificación de la Calidad Educativa (SINEACE)
Es un organismo encargado en la supervisión y validación de las carreras universitarias y técnicas de las instituciones a nivel nacional para solucionar las falencias de la ANR. Después del cierre, operó como complemento de la Sunedu, hasta la promulgación de la Ley 31520, que le volvió a hacer funcionar.
En 2021 se propuso reemplazarlo por el Consejo de Acreditación de Educación Superior, a cargo de Luis Dioses, sin éxito.

### Carnés universitarios
Era una tarjeta de identificación única que expide la ANR a todos los alumnos de pregrado y que se renueva los meses de agosto de cada año. Emitido por la Oficina de Carnés de dicha institución, se busca un control más personalizado de todos los alumnos que cursan sus estudios superiores en Perú. Su presentación cambia con cada año, y cada modelo tiene motivos sobre una universidad distinta del país.
Aparte de la identificación, el carné también es usado por alumnos universitarios para hacer uso del "pasaje universitario" en las unidades de transporte público en todo el país, aunque esto no significa que sea usado en todas las ciudades de la república.